# Риги (Лохвицкий район)
Риги (укр. Риги) — село,
Риговский сельский совет,
Лохвицкий район,
Полтавская область,
Украина.

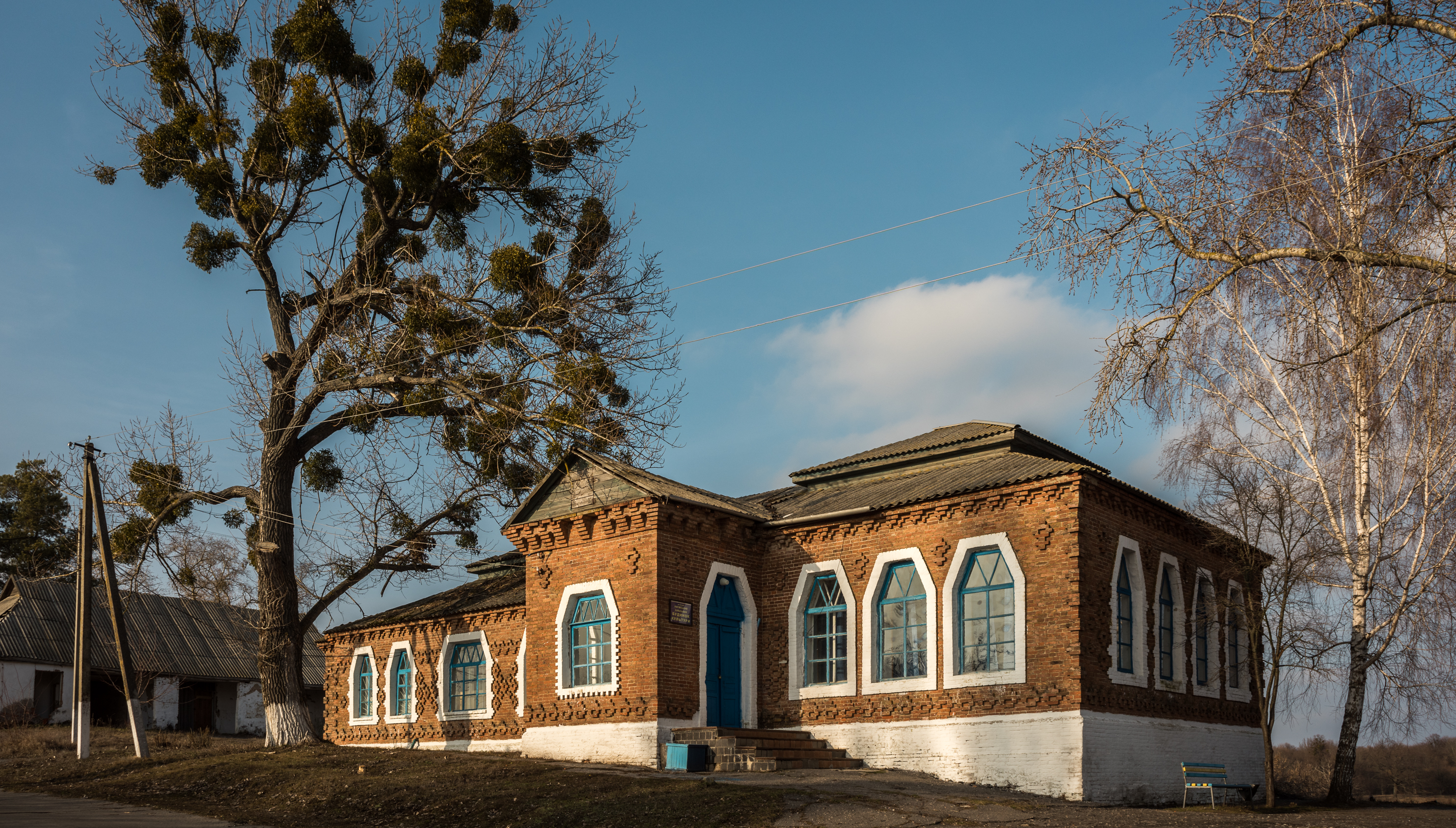
Историческое здание земской школы 1913 г., в настоящее время — дом культуры

Код КОАТУУ — 5322685801. Население по переписи 2001 года составляло 428 человек.
Является административным центром Риговского сельского совета, в который, кроме того, входят сёла
Венславы и
Пестичевское.

## Географическое положение
Село Риги находится в 2-х км от города Лохвица,
в 1-м км от села Криница и примыкает к селу Венславы.
По селу протекает пересыхающий ручей с запрудой.

## Экономика
- Молочно-товарная ферма.
- «Злагода», ООО.

## Объекты социальной сферы
- Школа І—ІІ ст.